# 后屯社区
35°56′15″N 116°27′28″E / 35.937388°N 116.457764°E

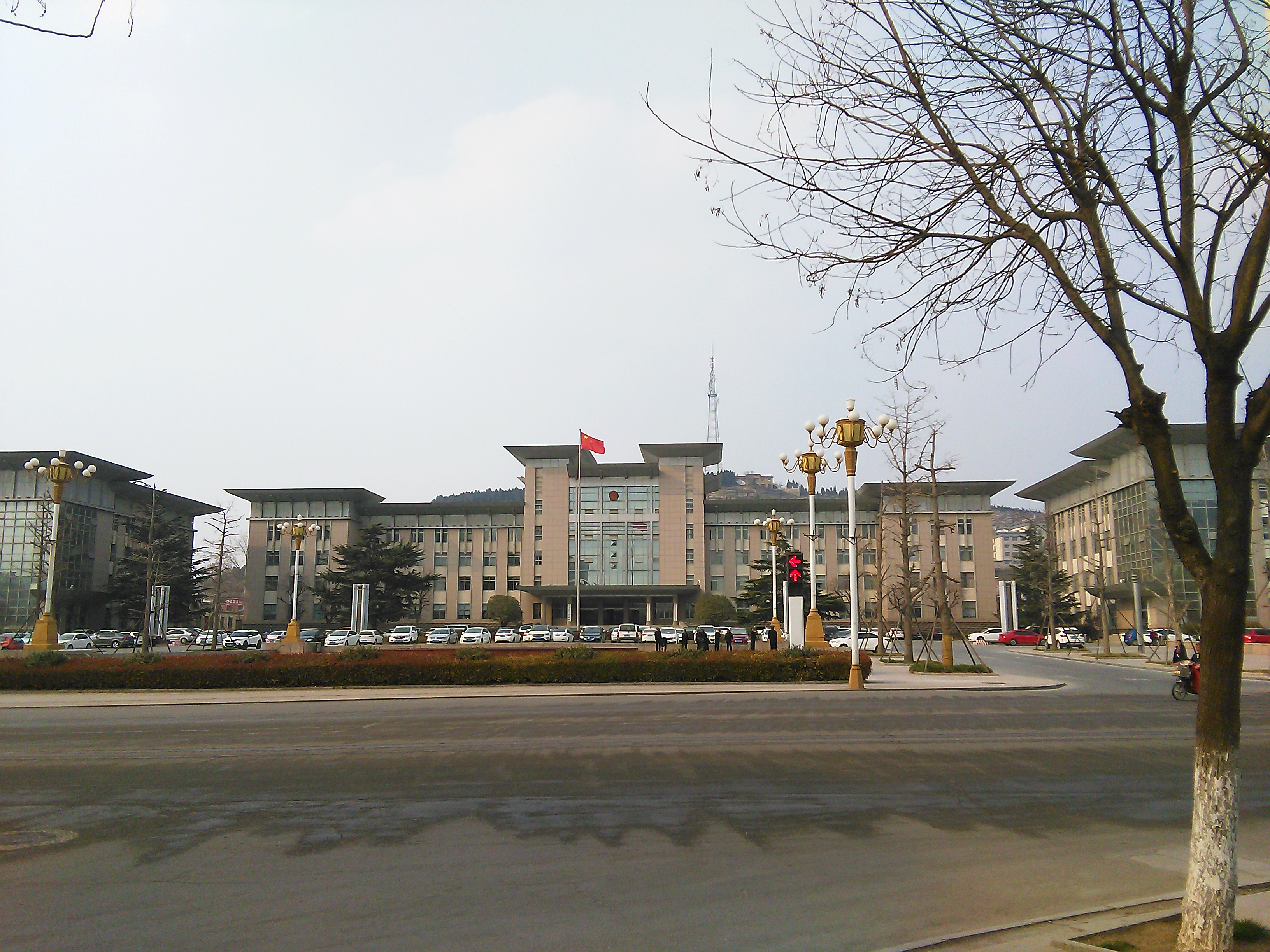
东平县政府

後屯社區，是中华人民共和国山东省泰安市东平县东平街道下辖的一个社区，位于东平街道东部，是东平县人民政府所在地。後屯原名为龙山屯，后来因为重名改名後屯。:619
清代，该村属东乡慈仁保，1931年属东平县第三区，中华人民共和国建立后属五区（须城区），1958年人民公社化运动开始后属须城公社。1959年8月，後屯村划归彭集公社，1962年1月划回须城公社:41-42。1982年东平县城从州城迁来，後屯自此成为东平县政府所在地:44。1984年人民公社撤销后属须城区东平镇，1985年区公所撤销，后屯属东平镇后屯管理区辖，2010年东平镇改为东平街道，后屯村属东平街道管辖。